# Proserpine
Proserpine é uma cidade fundada em 1890 na região de Whitsunday no estado de Queensland na Austrália.
Área: 23,4 km²
código postal: 4800
população: 3.316
Área: 23,4 km²
Código postal: 4800